# Fondo Kati
Fondo Kati est une bibliothèque de manuscrits, créée par Ismaël Diadié Haïdara. Elle est située à Tombouctou, et réunit les manuscrits de la famille Kati.

## Fonds documentaire
La bibliothèque dispose d'un fonds de plus de 12 000 manuscrits, dont 7 000 environ sont des manuscrits écrits par des membres de la famille. Parmi les ouvrages de première importance, se trouve notamment le Tarikh el-fettach, chronique traitant de l'empire songhaï, écrite par Mahmud Kati au XVIe siècle.